# Srđa Popović
Srđa Popović, född 1973, serbisk aktivist och politiker. Han var en av de som stod i spetsen för frihetsrörelsen Otpor som ledde Oktoberrevolutionen i Jugoslavien 2000 där den dåvarande diktatorn Slobodan Milošević tvingades avgå. Revolution skedde utan våld, och metoden som användes var icke-våld. Otpor förespråkade denna princip.
Efter revolutionen har Srđa Popović ägnat sig åt övervakning att demokratiska principer följs i Serbien. Senare har han även börjat föreläsa om icke-våld och hur odemokratiska regimer kan motarbetas i andra länder.
Med utgångspunkt från Otpor bildades Centre for Applied Nonviolent Action and Strategies (Canvas). Srđa Popović är en av de som står i spetsen för Canvas och reser runt i världen för att föreläsa om icke-våld.